# Mingəçevir
Mingəçevir (en azéri : [miɲɟæt͡ʃeˈvir] ; aussi transcrit Mingatchevir) est une ville d'Azerbaïdjan. Sa population s'élevait à 99 700 habitants. Mingəçevir est le 4e plus grand centre industriel de la République.
La plus grande centrale thermique du Caucase du Sud est située à Mingəçevir.

## Histoire
Bien que Mingatchevir soit une ville jeune, le territoire où se trouve la ville est connu comme une ancienne demeure. L'histoire de cette demeure couvre une période allant de l'époque de l'énéolithique (3000 av. J.-C.) au XVIIe siècle de notre ère.
Après cela, Mingatchevir est resté hors de l’attention des archéologues pendant de nombreuses années. Les recherches archéologiques ont repris à Mingatchevir au milieu des années 1930 dans le cadre de la construction de la centrale hydroélectrique. Les recherches ont débuté sous la direction du Professeur Pakhomov en 1935. Ces recherches ont révélé deux anciennes colonies et cimetières, composés de différents types de tombes.
La construction de la centrale hydroélectrique a commencé immédiatement après la guerre. Cela a marqué le début d'une recherche systématique et planifiée sur Mingatchevir en tant qu'ancienne demeure. Des fouilles archéologiques ont été effectuées d'avril 1946 à août 1953 par un groupe d'archéologues dirigés par S. M. Gaziyev dans le cadre de la construction de la centrale hydroélectrique de Mingatchevir, sur décision du Conseil suprême de l'Académie des sciences azerbaïdjanaise. 20 000 monuments historiques - tombes et tumulus, moyens de production, choses liées à la vie quotidienne, bijoux, etc., reflétant les périodes historiques dans l'ordre chronologique, ont été découverts lors des fouilles.
La plupart des anciens monuments écrits en alphabet albanien du Caucase et d’autres découvertes archéologiques prouvaient que Mingatchevir était une demeure vieille de 5 000 ans. La plupart de ces découvertes sont actuellement exposées au musée historique d’Azerbaïdjan, tandis qu’une partie se trouve au musée historique de Mingatchevir.
L'histoire connaît beaucoup de faits sur l'ancienne Mingatchevir. Des sources historiques indiquent qu'une bataille féroce a eu lieu entre la puissante armée du commandant romain Pompée et l'armée du gouverneur albanien Oris sur le territoire du barrage actuel sur les rives du fleuve Koura au Ier siècle av. J.-C. Les faits historiques prouvent également que l'ancienne route de la soie passait par Mingatchevir.
Le célèbre voyageur turc Evliya Çelebi, qui a vécu au XVIIe siècle av. J.-C., a écrit sur Mingatchevir et l'a décrit comme une grande colonie sur la rive droite du fleuve Koura près de la montagne Bozdag. Selon lui, plusieurs mosquées, ateliers de fabrication de tissus de soie et de soie, des bains publics, etc. La route passant par-là s'appelait autrefois la "route du messager". La «route du messager» reliait les routes commerciales aux pays du Moyen-Orient et aux villes azerbaïdjanaises comme Chéki, Gabala, Chamakhi, Barda, Beylagan et autres.
Un grand nombre de personnes venues de tous les raions d'Azerbaïdjan se sont rendues à Mingatchevir dans le cadre de la construction de la centrale hydroélectrique de Mingatchevir et 20 000 personnes au total ont participé à la construction de cette centrale. Environ 10 000 prisonniers de guerre allemands étaient parmi ceux qui ont contribué à la construction de la centrale électrique à la fin des années 1940. Les spécialistes les plus expérimentés du pays ont participé à la construction de ce chantier en tant que plus grande centrale hydroélectrique de l’Union soviétique de l’époque.
Mingatchevir a obtenu le statut de ville en 1948. La population de la ville s'élève actuellement à 120 000 personnes, dont 20 000 personnes déplacées du Karabakh et des raions adjacents occupés. La superficie de la ville est de 139,53 km2. Mingatchevir est situé à 55 mètres au-dessus du niveau de la mer, sur les contreforts du sud-est de la chaîne de montagnes Bozdag et au bord du réservoir Mingatchevir dans la plaine Koura-Araxe, au centre de l'Azerbaïdjan. La ville a été construite dans une zone douce et chaude et a des étés chauds et secs et des hivers doux. La température moyenne annuelle est de 14 à 15 °C, la température maximale est de 42 °C (juillet à août) et la température la plus basse (janvier à février) de -10 °C. Les précipitations annuelles moyennes sont de 250–300 mm.
La ville se trouve sur les deux rives du fleuve Koura, une rivière longue de 1515 km, la plus grande et la plus longue du Caucase du Sud. (La rivière prend sa source en Turquie, coule en Géorgie et en Azerbaïdjan et se jette dans la mer Caspienne.) Mingatchevir se situe à 280-300 km à l'ouest de la capitale de la république, Bakou.
Mingatchevir se développe rapidement depuis 54 ans, depuis sa création. Elle est actuellement considérée comme la quatrième ville du pays, à la fois pour son potentiel économique et pour le nombre d'habitants. C'est l'une des villes les plus importantes de la république en termes d'énergie, d'industrie, de science, d'éducation et de culture. Le nombre de personnes physiquement aptes à Mingatchevir est de 53 000, tandis que le nombre de personnes réellement impliquées dans le travail est de 16 000. Le nombre de personnes engagées dans des petites entreprises s'élève à 4 000 personnes.

## Économie
En 2008, la pisciculture de Mingatchevir fonctionne dans la ville, qui exploite trois types de poissons, dont la carpe, la carpe argentée et l'esturgeon.
La construction du barrage de Mingatchevir créant le réservoir de Mingatchevir et la centrale hydroélectrique de Mingatchevir a été achevée en 1953. Le barrage de sol des centrales hydroélectriques, dont la capacité totale est de 15,6 kilomètres cubes d’eau, est l’un des plus hauts barrages d’Europe construits par aspersion. La longueur du réservoir est de 70 km, sa largeur de 3 à 18 km, son point le plus profond d'environ 75 mètres et sa superficie totale de 605 km2,.
Outre le fleuve Koura, le réservoir alimente deux canaux du chenal Haut- Karabagh, long de 172 km, et du Canal Supérieur de Chirvan, long de 123 km. Ces canaux sont utilisés pour irriguer 10 000 km2 de superficie dans les steppes de Mil, Mougan et Chirvan. Le réservoir de Varvara et la centrale hydroélectrique de Varvara se trouvent à 20 km à l'est du réservoir de Mingatchevir sur la Koura.

## Culture
Seize bibliothèques publiques, contenant un total de 406 677 livres, opèrent dans la ville. Le nombre d'abonnés dans ces bibliothèques s'élève à 46 282 personnes. Chaque livre est demandé 2,9 fois par an en moyenne et les lecteurs ont pris des livres auprès des bibliothèques 904 395 fois en 2011.
Le théâtre d'État de Mingatchevir a été créé sur la base du théâtre populaire en 1969. Chaque club a son propre ensemble. Il y a aussi des cercles de chant et de musique, ainsi que des cours de formation sur les ordinateurs, la couture, les jeux de société et les arts dans les pavillons. Il y a 8 pavillons, dont le pavillon Samad Vurgun, le clubhouse Nariman Narimanov et d'autres, dans la ville,.

### Parcs et jardins
La ville compte de nombreux parcs, notamment le parc Sahil et le parc de l'amitié,.

### Musique
Il existe trois écoles de musique: l'école Hadjibéyov, l'école Bulbul et l'école martyre Gassimov fonctionnant dans la ville. L'étude dans ces écoles dure 7 ans. Au total, 1 500 étudiants fréquentent ces écoles et 350 enseignants professionnels les forment. Les écoles proposent différents cours sur le goudron, le Kamânche, le saz (instruments de musique nationaux), le piano, le violon et le chant.

### Médias
La chaîne régionale Mingatchevir TV est basée dans la ville,.

### Musées
Le musée historique de Mingatchevir a été créé en janvier 1968. Le musée comprend deux branches: le mémorial des martyrs et le musée de l’indépendance. Le musée compte 14 461 expositions. La ville abrite également la galerie Mingatchevir, qui comprend 310 œuvres d'art d'artistes azerbaïdjanais et russes, dont des œuvres de Mikhaïl Vroubel et Ilia Répine.

## Éducation
L'Institut polytechnique de Mingatchevir, fondé en 1991, est le plus ancien établissement d'enseignement azerbaïdjanais de la ville. Bien qu'initialement partie de l'Académie pétrolière d'État d'Azerbaïdjan, l'institut est devenu indépendant en 1991. L’école de médecine de Mingatchevir, fondée en 1991, comprend 17 salles d’études pour l’anatomie, la thérapie, la chirurgie et la pédiatrie. La ville comprend également la section locale de l’Institut de formation des enseignants azerbaïdjanais,.

## Personnes célèbres
- Malik Assadov
- Ruslan Mouradov
- Dilgam Naghiyev
- Rachad Mirabov
- Yevgheni Rindin
- Yagoub Eyyubov
- Aydin Mirzazada
- Elman Gambarov
- Araz Mammadov
- Fuzuli Alakbarov
- Nizami Alakbarov
- Suliddin Godjayev
- Davoud Gadimaliyev
- Yuri Oleynikov
- Vugar Alakbarov
- Vaghif Garayev
- Vadim Garadjamirli
- Rachid Mammadov
- Yuri Romenski
- Yagoub Rustamov
- Sabouhi Abbasov
- Elxan Oussoubov
- Aygun Mammadova
- Azér Hachimov
- Bakhtiyar Mammadov
- Elnar Karimov
- Nigar Aliyeva
- Sevda Hassanova
- Zabir Aliyev
- Chalala Chahvaladghizi

## Population
Recensements (*) ou estimations de la population :
| 1959*  | 1970*  | 1979*  | 1989*  |
| ------ | ------ | ------ | ------ |
| 19 904 | 43 092 | 59 733 | 85 388 |

| 2002   | 2009   | 2012   | 2015    |
| ------ | ------ | ------ | ------- |
| 94 600 | 99 775 | 98 800 | 101 600 |